# SKA Ekaterimburgo
El Sportivnyy Klub Armii Ekaterimburgo (en ruso: Спортивный Клуб Армии Екатеринбург, Club Deportivo del Ejército de Ekaterimburgo) es un equipo de fútbol de Rusia que juega en la Liga Aficionada de Rusia.

## Historia
Fue fundado en el año 1936 en la ciudad de Sverdlovsk como DKA Sverdlovsk como el equipo representante de los oficiales de distrito locales. Han cambiado de nombre en varias ocasiones:
- 1936—1941: DKA Sverdłowsk
- 1946: DO Sverdłowsk
- 1947: ODO Sverdłowsk
- 1948—1953: DO Sverdłowsk
- 1954—1956: ODO Sverdłowsk
- 1957: OSK Sverdłowsk
- 1957—1959: SKWO Sverdłowsk
- 1960—1991: SKA Sverdłowsk
- 1991—hoy: SKA Ekaterimburgo

En sus inicios el club estuvo participando en los torneos regionales y de milicias hasta finalizada la Segunda Guerra Mundial cuando participó en la Primera Liga Soviética en 1946, logrando el título de la segunda categoría en 1955 y con ello el ascenso a la Primera División de la Unión Soviética.
Su participación en la primera división nacional fue conflictiva por las dificultades organizacionales del club, lo que les restaba apoyo y como consecuencia el club descendería ese mismo año al terminar en el lugar 11 entre 12 equipos a dos puntos del FC Lokomotiv Moscú, la que sería su única participación en la primera división soviética.
Después de los años 1960 el club se limitó a jugar torneos regionales y de escala militar.

## Palmarés
- Primera Liga Soviética: 1

1955
- Campeonato Militar de Unión Soviética: 1

1951
- Copa Militar de Unión Soviética: 1

1950
- Torneo de Pueblos Soviéticos: 1

1956

## Jugadores

### Jugadores destacados
- Vasil Boezoenov